# Milica Mandić
Milica Mandić, serbisk kyrilliska Милица Мандић, född 6 december 1991 i Belgrad, Jugoslavien (nuvarande Serbien) är en serbisk taekwondoutövare.
Vid olympiska sommarspelen 2020 i Tokyo tog Mandić guld i tungvikt efter att ha besegrat Lee Da-bin i finalen.